# Théo Dejace
Théodore (Theo) Joseph Dejace (Luik, 7 maart 1906 - aldaar, 11 februari 1989) was een Belgisch journalist, syndicalist en politicus voor de PCB. Tevens was hij Waals militant.

## Levensloop
Dejace stamde uit een familie van socialistisch gezinde arbeiders. Zijn vader Joseph Dejace was een van de stichters van de lokale vakbond van huisschilders. Hij was acht jaar toen zijn vader in augustus 1914 gefusilleerd werd door de oprukkende Duitse bezetter. Nadat Théo Dejace de humaniora had doorlopen, behaalde hij in 1925 het diploma van onderwijzer aan de provinciale normaalschool van Jonfosse in Luik. Daarna vervulde Dejace zijn militaire dienstplicht, waarna hij een tijdje in werkloosheid verkeerde. Vervolgens was hij twee jaar lang bediende in een bank en enkele maanden aan de slag als politieagent in Luik. Uiteindelijk, in september 1929, werd hij als turnleraar aangeworven in het gemeentelijk onderwijs in Luik.
Dejace lanceerde zich in het socialistisch onderwijssyndicalisme en was sinds 1925 aangesloten bij de vakcentrale voor socialistisch onderwijspersoneel (CPES). Vanaf 1932 maakte hij deel uit van het Luikse comité van de CPES en begin 1934 werd hij verkozen tot secretaris van de Luikse afdeling van de vakcentrale. Tezelfdertijd was hij leider van de vereniging Jeunes éducateurs prolétarien (Jonge proletarische onderwijzers), die zich bezighield met de literaire, politieke en syndicale vorming van leerkrachten. In 1935 werd hij secretaris van het provinciaal actiecomité van de CPES.
In dezelfde periode engageerde Dejace zich in allerlei antifascistische en communistische verenigingen zoals het Comité de vigilance des intellectuels antifascistes (CVIA, het Waakzaamheidscomité van Antifascistische Intellectuelen), het Bijstandscomité aan Spanje, de Universele Vereniging voor Vrede, de Verenigde Socialistische Jonge Wachten, de Vrienden van de USSR en Internationale Rode Hulp. Daarenboven engageerde hij zich in de Waalse Beweging en werd hij voorzitter van de Waalse Concentratie in Luik.
Ondertussen klom hij ook op in de syndicale hiërarchie. In januari 1937 werd hij gepromoveerd tot adjunct-secretaris van de CPES-afdeling van het arrondissement Luik, in december 1938 werd hij voorzitter van de CPES-afdeling van de stad Luik en in januari 1939 kwam hij als secretaris effectief aan het hoofd van de regionale CPES-afdeling van het arrondissement Luik. In die periode was hij ook editorialist van het orgaan van de Luikse CPES, L’École wallonne.
Gezien de politieke positie die hij innam in de nationale en internationale politiek en zijn contacten in de communistische Internationale van Onderwijspersoneel volgde hij in 1935 een marxistisch-leninistische opleiding aan de Arbeidersuniversiteit in Parijs. In die context werd Dejace ervan beschuldigd een agent te zijn van de Communistische Internationale, om die reden werd hij in maart 1940 uit de vakcentrale voor socialistisch onderwijspersoneel gestoten.
Na de Duitse bezetting van België tijdens de Tweede Wereldoorlog nam het militantisme van Dejace een nieuwe wending. In mei 1940 trad hij officieel toe tot de Kommunistische Partij van België (PCB) en werd hij vrijwel onmiddellijk toegelaten tot de clandestiene directie van de Luikse PCB-federatie. Hij richtte zijn eigen clandestiene krant Liberté op, kantte zich tegen de aansluiting van vakcentrales voor onderwijspersoneel tot de pro-Duitse eenheidsvakbond Unie van Hand- en Geestesarbeiders en organiseerde met ander gemeentepersoneel van de stad Luik verzetsacties. In mei 1941 dook hij onder, hierdoor kon hij ontsnappen aan de arrestatiegolf van communisten na de Duitse inval in de Sovjet-Unie op 22 juni 1941. Vanaf de zomer van 1941 was hij in de hoedanigheid van propagandist en agitator van de Luikse PCB betrokken bij het opzetten van clandestiene syndicale strijdcomités in fabrieken in de regio Luik. In augustus 1941 behoorde Dejace tot de oprichters van het Waals Front voor de Bevrijding van het Land, dat uiteindelijk opging in de Luikse afdeling van het Onafhankelijkheidsfront. Aan het einde van dat jaar werd hij naar Brussel geroepen om de nationale cel van de illegale PCB te versterken. In deze functie stond hij in voor de syndicale politiek van de partij en overzag hij zoals in Luik de totstandkoming van de Syndikale Strijdkomitees in Brusselse bedrijven. Daarnaast gaf hij instructies aan de verschillende Waalse federaties van de partij. Begin 1943 trad hij toe tot het Centraal Comité van de PCB en was hij eveneens korte tijd politiek secretaris van de Brusselse afdeling van de partij. Daarnaast werd hij de nationaal verantwoordelijke voor de clandestiene verzetsbladen van de partij. Na een nieuwe arrestatiegolf van communisten in juni 1943 werd Dejace als instructiegever verantwoordelijk voor de PCB-afdelingen van Brussel, Waals-Brabant en Henegouwen. Vlak voor het aanbreken van de Bevrijding in september 1944 was hij dan weer nationaal verantwoordelijke van de Syndikale Strijdkomitees gelieerd aan de PCB.
Na de Bevrijding werden de verschillende lokale en regionale Syndikale Strijdkomitees onder impuls van Dejace samengebracht in een nationale vakbond, de Belgisch Verbond der Eenheidssyndicaten, die zich onmiskenbaar liet inspireren door het communistische gedachtegoed. Als nationaal secretaris van de BVES was hij betrokken bij de fusiegesprekken met verschillende socialistische vakbonden, hetgeen op 1 mei 1945 resulteerde in de oprichting van het Algemeen Belgisch Vakverbond (FGTB). Van 1945 tot 1948 was hij als een van de nationale secretarissen van deze vakbond de belangrijkste vertegenwoordiger van de communistische stroming binnen de nationale leiding van de FGTB, die het moeilijk had om haar stempel te drukken op de door socialisten gedomineerde vakbond. Vooral na maart 1947, op het moment dat de communisten de Belgische regering verlieten, liepen de spanningen in de vakbond steeds hoger op. In januari 1948 dwong de leiding van de PCB Dejace om zijn vakbondsfuncties op te geven, omdat hij machteloos stond binnen de FGTB. Niet veel later, in februari 1948, werden alle aanhangers van het communisme uit het nationaal secretariaat en het bureau van de FGTB geweerd en werd de FGTB opnieuw een uitsluitend socialistische vakbond.
Vervolgens richtte Dejace zich alleen nog op zijn politieke carrière. In februari 1946 was hij voor het arrondissement Luik verkozen in de Kamer van volksvertegenwoordigers, waar hij tot in 1965 bleef zetelen, en daarna zetelde hij van 1965 tot 1968 als rechtstreeks gekozen senator voor hetzelfde arrondissement in de Senaat. In 1949 werd hij politiek secretaris van de PCB-federatie van het arrondissement Luik, maar door interne conflicten nam hij eind 1950 ontslag uit deze functie. Op lokaal niveau was Dejace van 1953 tot 1976 gemeenteraadslid van de stad Luik.
Dejace was voorts een zeer actief journalist en lag aan de basis van de Chroniques du Front de l'indépendance die vanaf 1972 gepubliceerd werden en de geschiedenis wilde vastleggen van het Onafhankelijkheidsfront.
Hij nam na de oorlog ook deel aan de Waalse Nationale Congressen. Hij verzette zich echter in 1949 tegen een koppeling van Waals en Europees federalisme, wegens zijn onvoorwaardelijk pro-sovjetisme. In 1953 namen alle communisten in blok ontslag uit het Waals Nationaal Congres en ermee gelieerde verenigingen.
Na de algemene staking van 1960-1961 werd hij lid van het Mouvement populaire wallon en vertegenwoordigde de communisten in het Uitvoerend College van Wallonië. Samen met andere communistische volksvertegenwoordigers legde hij in 1964 een wetsvoorstel neer om een onderzoekscommissie in te stellen over de 'kwestie Voeren'. Hij nam ook actief deel aan het Waals Petitionnement en steunde van bij de oprichting de permanente delegatie van Waalse bewegingen, als vertegenwoordiger van de PCB.
Dejace bleef een volbloed sovjetaanhanger, hetgeen hem zelfs de inval in Tsjechoslowakije van 1968 deed goedkeuren. In maart 1971 verliet hij de leidinggevende instanties van de PCB, maar niettemin bleef hij als voorzitter van de Luikse afdeling een belangrijke rol uitoefenen in de partij. Hij verzette zich tegen een te onafhankelijke koers ten aanzien van de Sovjet-Unie en moest dan ook niets weten van het eurocommunisme, dat in die jaren de politieke koers van de PCB steeds meer zou beïnvloeden. Desondanks bleef hij tot aan zijn overlijden in januari 1989 een trouwe partijmilitant van de PCB.
Zijn archief wordt bewaard op het Institut d'Histoire Ouvrière, Économique et Sociale (IHOES).